# Константин Гревенски
Константин (на гръцки: Κωνσταντίνος, Константинос) е гръцки духовник, епископ на Цариградската патриаршия.

## Биография
Роден е в големия гръцки род Кавасилас. Става духовник и е хиротонисан за гревенски епископ. Константин оглавява Гревенската епархия от 1186 до 1187 година или от 1191 до 1192 година. Единствените сведения за Константин са от надпис на икона на Света Богородица. Надписът гласи:
| „ | Σκέπεις Πανάγιε τὀν Γρεβενοΰ ποιμένα Κωνσταντΐνόν με Καβάσιλαν ἐκ γένους. | “ |